# János vitéz

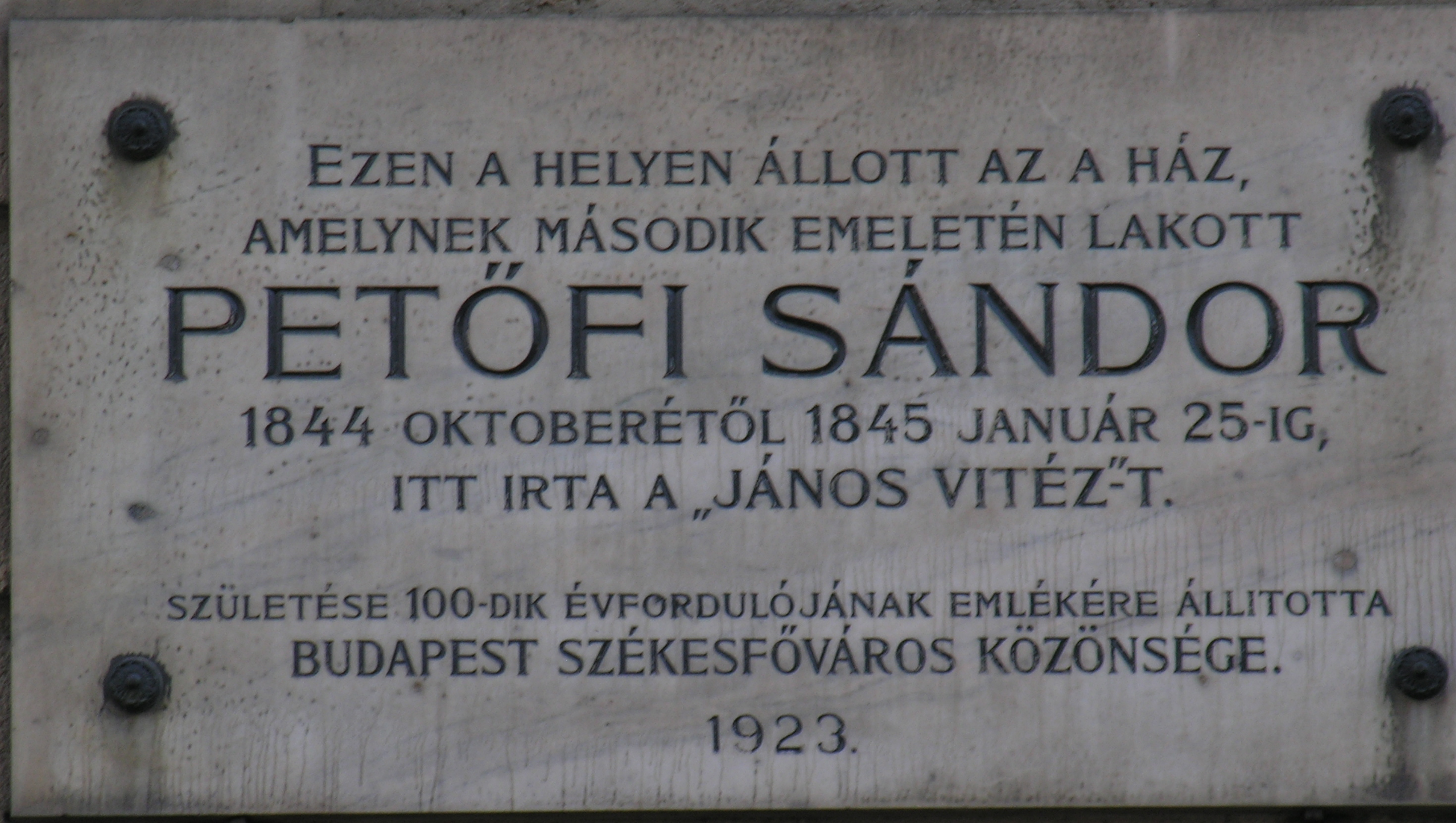
Petőfi Sándor emléktáblája Budapesten

A János vitéz Petőfi Sándor 1844-ben írt, 370 darab, egyenként négysoros versszakból álló verses meséje, irodalmi kifejezéssel élve elbeszélő költeménye.
Az elbeszélő költemény átmeneti műfaj. Rímes-ritmikus szöveg, amely a versekre jellemző, ugyanakkor történetet mond el, amely általában távol áll az inkább élményt, érzést kifejező költeményektől. Egyszerre lírai és epikus jellegű. A János vitéznek mind a története, mind a költői kifejezésmódja kiemelkedő értéket képvisel irodalmunkban. Meseszámok: 3,1,7,12,100.
Verselése: ütemhangsúlyos, négyütemű felező tizenkettes. Rímei páros rímek (a,a,b,b).
A szerkezetében öt fordulópont figyelhető meg:
Jancsi és Iluska elválik egymástól, Jancsi beáll katonának, majd a János vitéz nevet kapja. Szomorúan szembesül vele, hogy Iluska meghalt, és végül eljut Tündérországba.
A művet Kosztolányi Dezső a „magyar Odüsszeiá”-nak nevezte. Az író eszményképet teremt a nép számára, hiszen Kukorica Jancsi, az árva juhász, Tündérország királyává válik.
A János vitéz a szegények, az elnyomottak győzedelmes felülkerekedését hirdeti a szenvedéseken, a megpróbáltatásokon. A cselekményben a valószerű falusi életkép keveredik a népmesei motívumokkal (az árva fiú világgá megy, próbatételeken megy keresztül, kitalált lényekkel találkozik (boszorkányok, griffmadár, óriások) stb.). A falu és a pusztaság Petőfi által megélt világ, azt elhagyva kezdődik a mese. A főhősre útján nem csak szellemi és fizikai kihívások várnak, de jellempróbáló erkölcsi csapdákon is túl kell jutnia. A falu két árvája végül az örökös boldogság hazájában, Tündérországban találkozik, ahol örökké uralkodnak. A mesei részben mindenki eszményítve jelenik meg. A költő alapvetően mindenkit jónak lát, a bűnösök elnyerik méltó büntetésüket, az erényesek pedig a megérdemelt jutalmat.
Petőfi a nép - az egyszerű emberek - számára írta a verset, ezért lett a népmese a vers mintája.

## Története

### A földi kalandok
- 1. fejezet: Kukorica Jancsi, az árva juhászbojtár, egy patak mellett vigyáz a nyájára, miközben a patakban mosó Iluskát csábítja édes szavakkal. Iluska először megpróbálja elhárítani az édes bókolást, ám Jancsinak végül sikerül kicsalnia a leányt.
- 2. fejezet: Iluska gonosz mostohaanyja (aki valójában egy boszorkány), észreveszi, hogy a mostohaleányának már rég haza kellett volna érnie, ezért haragra gerjed, s dühösen odamegy a fiatalokhoz. Jancsi megvédi kedvesét, ám időközben elveszíti a nyája nagyobbik részét.
- 3. fejezet: Jancsi összeszedi a megmaradt juhokat, és bánatosan indul haza. A fiú dühös mostohaapja (indulatos gazda) először azt hiszi, hogy Jancsi tréfál vele, hogy nem találja a birkákat, majd durván elzavarja otthonról. Jancsi világgá megy.
- 4. fejezet: Jancsi éjszaka felkeresi kedves Iluskáját, hogy elbúcsúzzon tőle. Elárulja a lánynak, hogy többé miért nem találkozhatnak. Iluska könnyes szemmel búcsúzik el tőle, s Jancsi egyedül vág neki az ismeretlennek.
- 5. fejezet: Jancsi vándorlása közben egy pusztára ér, ahol ebéd után megpihen, Iluskáról álmodik, de álmát megzavarja egy közeledő vihar, ezután, amikor beesteledik, elindul egy sötét erdőbe.
- 6. fejezet: Jancsi a sötét erdőben megpillant egy kis házikót. Miután bemegy, látja, hogy ez 12 zsivány tanyája. Látszatra közéjük szegődik, ám hagyja, hogy azok lerészegedjenek. Ezután a rablók kincseit akarja elvinni, de ezt a lelkiismerete nem engedi. Fölgyújtja a zsiványokkal együtt a házat, hogy a gonosztevők többé senkinek se árthassanak. Majd újra útnak indul.
- 7. fejezet: Jancsi a délibábos tájon huszárkatonák fegyvereit látja, majd beáll közéjük. A lovas katonákat rengeteg szép lány csodálja, de Jancsinak egyik sem kell, hűséges marad az ő Iluskájához.
- 8. fejezet: A huszárok épp Franciaország megsegítésére indulnak, mivel oda betörtek a törökök, csakhogy át kell haladniuk Tatárországon. Megsegíti őket Szerecsenország királya, aki jó barátja Tatárország császárának, ezért a magyar huszárok békében átkelhetnek a veszélyes vidéken.
- 9. fejezet: A sereg Taljánországban küszködik a hatalmas hideggel. Mivel fáznak, a hátukra veszik a lovukat.
- 10. fejezet: Lengyelországot hátrahagyva Indiában a huszároknak az égig érő hegyen kell átkelniük. Itt nagyon kínozza őket a forróság. Jancsi szomorúan gondol Iluskára meg a lány gonosz mostohájára. Ezt az akadályt is legyőzve a sereg Franciaországba ér.
- 11. fejezet: A kétségbeesett francia király arról panaszkodik, hogy a törökök betörtek az országába. Elrabolták a kincseit és egyetlen leányát. Azt ígéri a király, hogy aki visszahozza a királylányt, számíthat a kezére.
- 12. fejezet: A magyar és a török sereg hatalmas csatát vív egymással. A magyarok győznek, Jancsi megöli a törökök vezérét, kiszabadítja a francia királylányt a török basa fiának fogságából.
- 13. fejezet: A magyar katonák a csatahely közelében lévő tóban fürdenek meg, majd a francia király várában ünneplik a győzelmet. Az uralkodó Kukorica Jancsi nevét János vitézzé változtatja. Az országát és a leánya kezét is Jancsinak ajánlja, de a fiú közli, hogy mindezt a nagy kegyet nem fogadhatja el.
- 14. fejezet: János vitéz elmeséli élete történetét, amiből kiderül, hogy kukorica közt talált rá egy jólelkű asszony, aki fiává fogadta. A faluban Iluskával már kiskoruktól szerették egymást. Jancsi nevelőanyja sajnos meghalt, mielőtt a két fiatal összeházasodhatott volna, a mostohaszülők meg - mindkét fiatal esetében - csak bántották őket. A falu árvái ettől kezdve még jobban szerették egymást. Kukorica Jancsi ezért nem fogadhatja el a francia királylány kezét és a trónt.
- 15. fejezet: A király megérti János vitézt, egy nagy zsák arannyal köszöni meg lánya megmentését. János egy gályával visszaindul Magyarországra, a huszárok pedig egy ideig még Franciaországban maradnak.
- 16. fejezet: A gályán János a hazájára és a szerelmére gondol. A rengeteg aranyból mostohaapját is szeretné kiengesztelni az elkóborolt juhokért, hiszen igazság szerint, ha ő nem zavarja el otthonról, nem lehetett volna ekkora szerencséje. A kormányos szerint másnap a tengeren viharra számíthatnak.
- 17. fejezet: A tengeri viharban a hajót egy villámcsapás ízzé-porrá töri. A villám a kapitányt és a legénység nagy részét is agyonüti. János vitéz egy felhőbe kapaszkodva éli túl az égiháborút, bár a zsák aranyat elveszíti. A fiú a tengerparton egy szikla tetején griffmadár-fészket fedez fel. Felpattan a griff hátára, hogy az hazavigye őt szép Magyarországba, éppen a faluja határában szállnak le. A régi házban hiába keresi János a szerelmét, a szomszéd lányt találja ott, aki elmondja neki a rettenetes hírt, hogy Iluska meghalt. János először abban reménykedik, hogy Iluska valójában férjhez ment, de aztán a szomszéd lány arcán láthatta, hogy az nem hazudott.
- 18. fejezet: Jancsi meghallgatja a kislány elbeszélését Iluska sorsáról, s megtudja, hogy kedvesét a gonosz mostoha kínzása tette tönkre. A fiú kimegy kedveséhez a temetőbe, és egy szál rózsát szakít le Iluska sírjáról.

### Tündérországban
- 19. fejezet: János elkeseredésében ismét világgá megy, útközben találkozik egy fazekassal, akinek a segítségére siet. Hálából az iparos elárulja, hogy az óriások földjére vezet az az út, amelyen Jancsi éppen halad. A fiú a figyelmeztetés ellenére továbbmegy, és hamarosan az óriások csőszével hozza össze a sorsa. A hatalmas kamasz el akarja taposni az emberkét, de János felemelt kardjának a hegyébe lép. Miután elzuhan - keresztben egy patak fölött -, János hídként használva átfut a kamasz testén a túloldalra, de előtte elvágja ellenfelének a nyakcsigolyáját.
- 20. fejezet: Óriásországban a fák levelének a fele szűrként is elmenne, a szúnyogok ökörnagyságúak, a varjakat meg felhőnek vélnénk. János vitéz az óriáskirály várához ér, ahol a király és számtalan fia ebédel. Az uralkodó - fenyegetéssel fűszerezve - Jánost kősziklával kínálja, de amikor a fiú hozzávágja a kődarabot, nagyhatalmasságának kiloccsan az agyveleje. Az óriásfiúk sírva fakadnak apjuk halálán, és megkérik Jánost, hogy legyen a királyuk. Főhősünk elhárítja a megtiszteltetést, de kap egy sípot ajándékba, hogy ha bajba kerülne, fújja meg, s az óriások azonnal rohannak segíteni neki.
- 21. fejezet: Sötétség országában nincs fény, a vaksötétben a boszorkányok - seprőnyélen repülve - országos gyűlésre igyekeznek. Egy barlangban tanyáznak a gonosz szipirtyók, ahol egy nagy üstben mindenféle szörnyűséget főznek össze. János eldugja a seprőket, majd a sípjába fúj. Az óriások segítségével elpusztítja a boszorkányokat. A legutolsóval maga akar végezni, de az kicsúszik a kezéből. Egy óriás azonban utoléri, s feldobja a levegőbe: Iluska gonosz mostohája a falujuk határában lezuhan, szörnyethal. Sötétség országa megszűnik, újra napfény süt a tájra, ahol János egy hatalmas máglyán elégeti az összes seprőt.
- 22. fejezet: János tovább vándorol, késő este megpihen egy halmon. Nem tudja, hogy ez a hely valaha temető volt. A szellemek éjfélkor körbetáncolják, s magukkal akarják vinni őt a túlvilágra. Kakaskukorékolás menti meg Jancsit, akinek - bár nem tud a kísértetek táncáról - testét hideg borzadás járta át.
- 23. fejezet: Az Óperenciás-tenger állja útját főhősünknek. Egy halász szerint ennek a víznek nincs se vége, se hossza, nem lehet embernek innen továbbmennie. János a sípjába fúj, s egy óriás segítségét kéri.

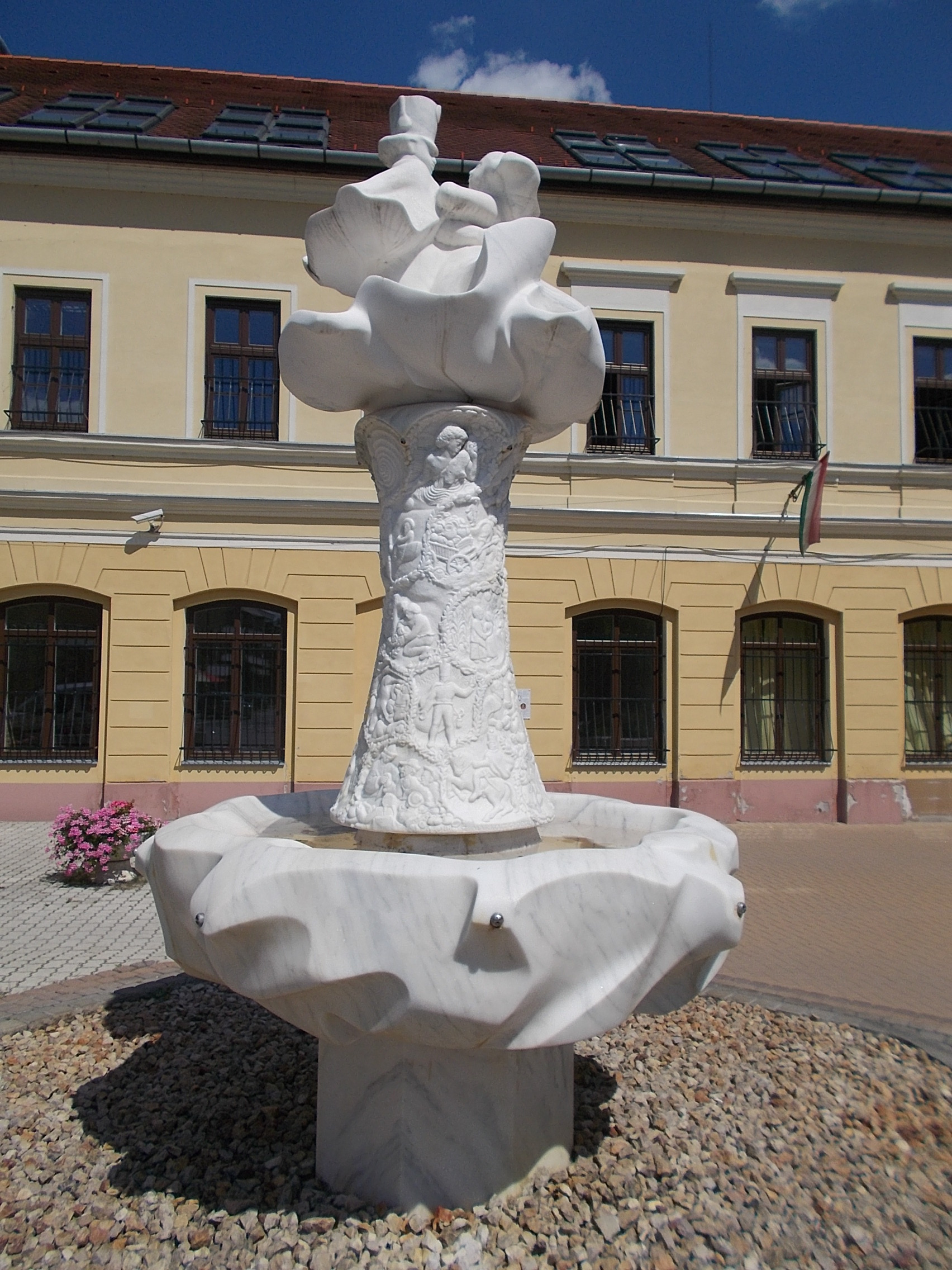
János vitéz és a rózsából kikelő Iluska szobra

- 24. fejezet: Az óriás hatalmas léptekkel három hétig viszi Jancsit. Ekkor egy szigethez érnek, ahol véget ér a világ. A szigetre már csak János vitéz lép, mert az óriás fél a csodaföld kapuit őrző iszonyú szörnyektől.
- 25. fejezet: Az első kaput három szilaj medve védelmezi, a másodikat három vad oroszlán: de János vitéz mindannyiukat legyőzi. A harmadiknál egy félelmetes sárkánykígyó állja útját, de ő beugrik a strázsa torkába, megkeresi a lény testében a szívét, s beledöfi kardját. Miután a bátor legény kimászik a sárkánykígyóból, maga előtt látja szép Tündérországot.
- 26. fejezet: Tündérországra minden nap tavaszi hajnal köszönt. A tündérek halhatatlanok, nincs szükségük ételre, italra, a szerelem csókjaival élnek. Ha az örömtől sírnak, akkor a könnycseppjeikből a föld mélyén gyémánt válik. A szőke tündérlányok hajszálaiból születik az arany, szemsugarukból a szivárvány. Illatfelhős virágnyoszolyájukon még Tündérországnál is tökéletesebb világról álmodnak.
- 27. fejezet: János vitézt a tündérek szelíden, szeretettel fogadják, ő mégis szomorú, mert a szerelem országában magányosnak érzi magát. A sziget közepén lévő tóba dobja a kedvese sírjáról leszakított rózsaszálat. Ő maga öngyilkos szándékkal rohanna a tóba, de az élet vizéből Iluskáját látja közeledni. A tündérfiúk megválasztják királyukká Jánost, a tündérlányok meg királynőjükké Iluskát.

| Szerkezeti felépítés |
| --- |
| - 1. fejezet: A pataknál - 2. fejezet: A gonosz mostoha - 3. fejezet: Az indulatos gazda - 4. fejezet: A szomorú búcsúzás - 5. fejezet: Vihar a pusztán - 6. fejezet: A zsiványtanyán - 7. fejezet: Jancsi beáll huszárnak - 8. fejezet: Tatárországban - 9. fejezet: Taljánországban - 10. fejezet: Az égig érő hegyen - 11. fejezet: A francia király keservei - 12. fejezet: Csata a törökök ellen - 13. fejezet: A győzelmi lakoma - 14. fejezet: Kukorica Jancsi elmeséli élete történetét - 15. fejezet: Egy zsák arany - 16. fejezet: Gondolatok a gályán - 17. fejezet: Vihar a tengeren – A rettenetes hír - 18. fejezet: Egy leszakított rózsaszál - 19. fejezet: Az óriások csősze - 20. fejezet: Óriásországban - 21. fejezet: Sötétség országa - 22. fejezet: Szellemek a temetőkertben - 23. fejezet: Az Óperenciás-tenger - 24. fejezet: Utazás az óriás vállán - 25. fejezet: A három kapu - 26. fejezet: Tündérország - 27. fejezet: Az élet vize |

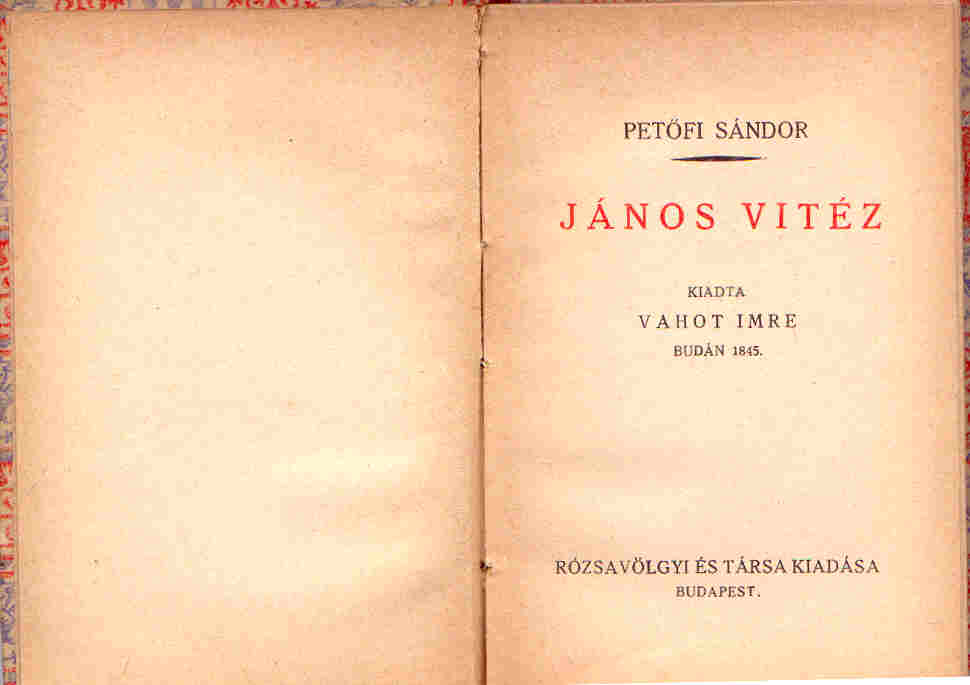
Rózsavölgyi és Társa kiadása 1921-ben

## Szereplők
- Kukoricza Jancsi (János vitéz)
- Iluska
- Iluska mostohája (boszorkány)
- indulatos gazda (Jancsi mostohaapja)
- 12 zsivány
- huszárkapitány
- huszárok
- tatárok
- szerecsenkirály
- francia király
- a francia király lánya
- török basa
- a török basa fia
- szomszéd lány (menyecske)
- fazekas
- az óriások csősze
- óriáskirály
- az óriáskirály fiai
- boszorkányok
- kísértetek
- halász
- tündérek
- szakács

## A mű elemzése[4]
A Petőfi Sándor tollából született János vitéz a magyar népies irodalom egyik legjelentősebb alkotása. Igazi naiv hőstörténet, amelyben a nép elnyomott fia, Kukorica Jancsi győzedelmeskedik. Minden megtalálható a műben, ami a népmesék sajátja, és éppen ezáltal válnak hihetővé a komoly tudás nélkül útjára induló, de végül hőssé váló juhászbojtár kalandjai.
Az elbeszélő költemény hasonló jellegű művek hosszú sorába illeszkedik. Elődei között említhető Vörösmarty Mihály Tündérvölgy, valamint Garay János Az obsitos című munkája. Ugyanakkor a János vitéz kihatással volt a megjelenését követő magyar irodalom alakulására is, hiszen ihletője volt Arany János Toldi-trilógiájának.
Az eposzban egyenlő arányban keverednek a realitás, illetve a tündérmesék elemei. A megállapítás a szereplőkre is vonatkozik, hiszen míg a főhős és szerelme mindennapi emberek, addig a történetben bőségesen bukkannak fel csodás alakok is, boszorkányok, óriások és kísértetek, amelyek állandó szereplői a magyar népmesék világának. A helyszínek és az események között is bőségesen akadnak olyanok, amelyek a valós világ felett állnak, ugyanakkor a szerelem, amely az egész történet mozgatórugója, nagyon is mindennapos érzelem.
Viszont a szerelmet itt sem adják könnyen. János vitéznek próbák hosszú sorát kell kiállnia, hogy elnyerje Iluskát. A próbák fontos stílusjegyei a romantikus irodalomnak, ezért kapnak olyan fontos szerepet Kukorica Jancsi történetében is. Fontos romantikus elem a talált gyermek motívuma is, a juhászbojtárt egy kukoricaföldön találták, innen kapta sokatmondó nevét.
A történet számos helyszínen játszódik, de Petőfi ezek megalkotásában is a legnagyobb költői szabadsággal járt el, hiszen művében India Franciaországgal határos, Olaszországban pedig állandó jelleggel tél van. A mű további részében is keverednek a valós földrajzi helyszínek a mesebeli helyekkel. Például találkozhatunk olyan helyszínekkel is, mint Óriásország, Tündérország vagy a Sötétség országa, amelyek teljes értékű helyszínekként működnek.
A János vitézben nagyon fontos szerep jut a számmisztikának. A mű 27 fejezetből áll, amely csodálatos szám, hiszen a három harmadik hatványa. Ráadásul az eposz mértani közepe, a számmisztika tekintetében szintén fontos tizenharmadik fejezet egyben a történet közepe is, hiszen itt válik az egyszerű naiv Kukorica Jancsiból hős János vitéz.
A számmisztika jelentőségét erősíti az is, hogy a történet tartalmilag három fő részre osztható fel. Az első rész a mű kezdő hat fejezetét öleli fel, amelyek története Jancsi falujában, illetve annak környékén játszódik. A rész, amely a falusi idillel és a fiatalok szerelmének bemutatásával kezdődik, a zsiványkalanddal ér véget. A hetediktől a tizenkettedik fejezetig terjed az eposz második része, melyben Kukorica Jancsi katonának áll, majd hősként segíti a franciákat a törökök ellen vívott harcban. És bár meginog egy pillanatra, amikor megrohanják az érzelmek a francia király lányát látva, mégis elutasítja a felkínált lányt és királyságot. Cserébe viszont a francia király megváltoztatja a nevét, és a fiú, aki Kukorica Jancsiként érkezett, immár János vitézként távozik a francia udvarból. A második tartalmi egység a süllyedő hajó, valamint a griff hátán menekülő János vitéz képével zárul. Bár a második részben is találkozunk valóságon túli elemekkel, a valódi meserész a harmadik egységben kezdődik.
A harmadik rész (18-27. fejezet) reálisan kezdődik ugyan, amikor János vitéz visszatér falujába, de az eposz utolsó fejezetei már egyértelműen a mesék, mindenekelőtt a tündérmesék világába kalauzolja az olvasót.
A történet lezáró harmadik részében különösen a sok utalás történik a misztikus hármas számra. Tündérország a harmadik ország, ahová János vitéz eljut, Óriásországot és a sötétség országot követően, és ahová az óriás három hét alatt viszi el. A történetbeli állatok is hármasával jelennek, és János vitéznek három kapun kell átjutnia, hogy harmadszor is királlyá koronázzák.
A János vitéz keretes szerkezetű eposz, amely Kukorica János és szerelme, Iluska boldog együttlétével kezdődik, és azzal is zárul, igaz ekkor már Tündérország királyaként és királynőjeként ölelik egymást.

## Vélemények a János vitézről
A kortársak és az utódok egyaránt elismeréssel nyilatkoztak a műről és a költőről. Az alábbi idézetek is ezt bizonyítják.

„Ez az alkotás bármely irodalomnak díszére válna.”

– Vörösmarty Mihály

„Az 1844-ik év vége felé bekövetkezvén a zord téli napok, [...] szokása ellenére honn maradt esténkint, s jól befűtötte kis szobáját, pongyolára levetkőzött, rá-rágyújtott hosszú pipájára, s egész füstfelhőt csinált maga körül, s olykor egyet kortyintva a hevítő piros borból, nyugtalanul járt fel s alá, mint egy oroszlán a szűk kalitban. [...] szomszédos szobánk üvegajtaján jól láthattam, amint bámulandó gyorsaság- és szabatossággal írta le a szívében s agyában fogamzott szebbnél szebb költői eszméket, érzelmeket. [...] Neki, mint lánglelkű rögtönzőnek csak néhány est és éjfél kellett ahhoz, mert az egyes versszakokat járás és ülés közben jó előre kifőzte magában.”

– Vahot Imre

„A magyar irodalomnak vannak sokkal nagyobb szabású alkotásai, mint a János vitéz. De a János vitéz az, amit az ember szeretne odaajándékozni külföldi ismerőseinek, hogy megérezzék a magyar népjelleg melegségét, humorát, semmihez sem fogható báját, hogy megérezzék a magyar szív verését. Ebben a műben csodálatosan együtt van a magyar föld valósága és a magyar lélek álma. Ilyesmi, mint a János vitéz, a legnagyobbaknak is csak egyszer sikerül.”

– Szerb Antal

„A János vitéz valóban olyan, mintha a fonóban hallanánk? Valóban olyan – mint ahogy a fonóban is elhangzott –, de mintha egy népmese utolsó, legfinomabbra csiszolt alakját hallanánk [...] .”

– Illyés Gyula

## Feldolgozások
- János vitéz, Kacsóh Pongrác daljátéka
- János vitéz, 1939-es magyar játékfilm Gaál Béla rendezésében
- János vitéz, 1973-as rajzfilm Jankovics Marcell rendezésében

## Fordítások

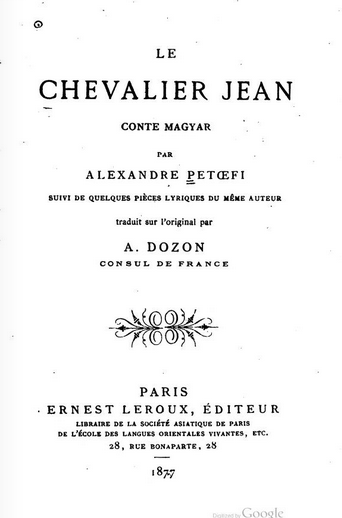
A János vitéz francia nyelvű prózaváltozatának címlapja (1877)

- Angol nyelvre John Ridland fordította[9] 1999-ben "John the Valiant" címmel a mű dallamosságát megtartva. Munkáját több kitüntetéssel ismerték el.
- Észt nyelvre Ellen Niit fordította le 1973-ban, Sangar János címmel.
- Románra Eugen Jebeleanu fordította le 1969-ben, Ianoș Vitezul címmel.
- Eszperantó nyelvre Kalocsay Kálmán fordította, ennek alapján készült a kínai fordítás 1931-ben.
- Német nyelvű fordítása J. Schniker munkája, 1878-ban adták ki először Jókai Mór előszavával.
- Lengyel nyelvre "Wojak Janosz" címmel Władysław Sabowski fordította le, első kiadása 1869-ben volt
- A beás nyelvű fordítást Orsós Anna és két tanítványa, Orsós János és Orsós Sándor készítették[10]

## Érdekességek

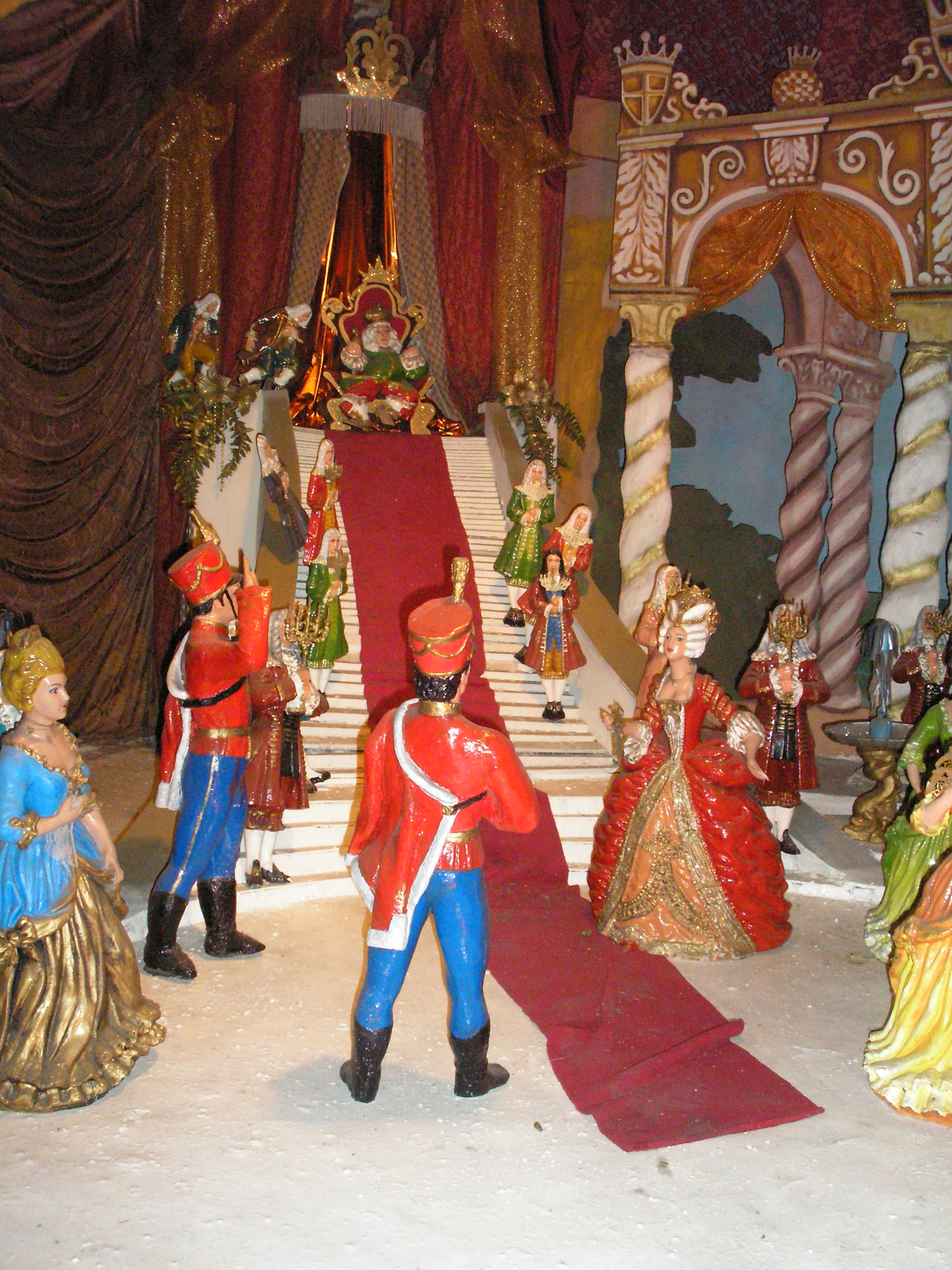
János vitéz a francia királynál a Barlangvasútban

- 1953-tól 2015-ig látható volt a Budapesti Vidám Parkban a Barlangvasút János vitéz témájú dekorációja, mely az elbeszélő költemény történetét elevenítette fel az elejétől a végéig, mozgó figurákkal. Az 1970-es években a kocsikba hangosítóberendezéseket szereltek, ettől fogva a zenével kísért történet hallható is volt Básti Lajos és Major Tamás előadásában.
- 2001-ben a Magyar Nemzeti Bank emlékpénzérme sorozatot jelentetett meg, ifj. Szlávics László tervei alapján, A magyar ifjúsági irodalom alakjai címmel. A 200 forintos címlettel készült emlékérmék egyikén Petőfi Sándor: János vitéz című művének illusztrációja látható. Archiválva 2014. május 17-i dátummal a Wayback Machine-ben
- Dobos Csanád publikált egy tanulmányt "Dobos Csanád - Vénusz bolygó és a János Vitéz" Archiválva 2021. július 24-i dátummal a Wayback Machine-ben címmel, melyben a költemény asztrológiai vonatkozásairól írt, és azt állította, hogy a huszárok útvonala a műben egy ötágú csillag alakzatot ír le, ami az Esthajnalcsillagra utal. Bár Petőfi a huszárok mesebeli, tréfás földrajzi útvonalában ezt írta: „Franciaország és India határos”.

## Érdekességek a magyar-román-angol fordításban
A főszereplő neve így jelenik meg a történet elején: Kukoricza Jancsi. Később megtudjuk a név motiváltságát: a kukorica földön talált rá egy asszony, ő adta neki ezt a nevet. A keresztnév esetében egy gyakori magyar férfinevet választott, és annak is a becéző formáját. A románban ezt a nevet így fordították le: Ianoș Cucorița. Láthatjuk, hogy a fordító ugyanazt a hangzásvilágot hozza létre, de ezt a román helyesírásnak megfelelően teszi. Az angol fordítása a névnek: Johnny Grain o' Corn, melyben az utónév szintén becéző formában jelenik meg, a családnév szó szerinti jelentését pedig lefordítja a fordító és egy angolos hangzású nevet hoz létre.
A mű női főszereplője tipikusan falusi környezetben használt nevet visel: Iluska. A román fordító ebben az esetben is transzliterációt hajt végre: Ilușca. Az angol fordításban két változattal is találkozunk. A fordításban kevesebb alkalommal használt Iluska, amely teljes mértékben átvétele a forrásnyelvi megnevezésnek. A második változat, ami az angol szövegben többször megjelenik az Nelly. Az angolban a Nelly név az Eleonor vagy Helen női név kicsinyítő képzős változata.